# Lettisches Weißschwein

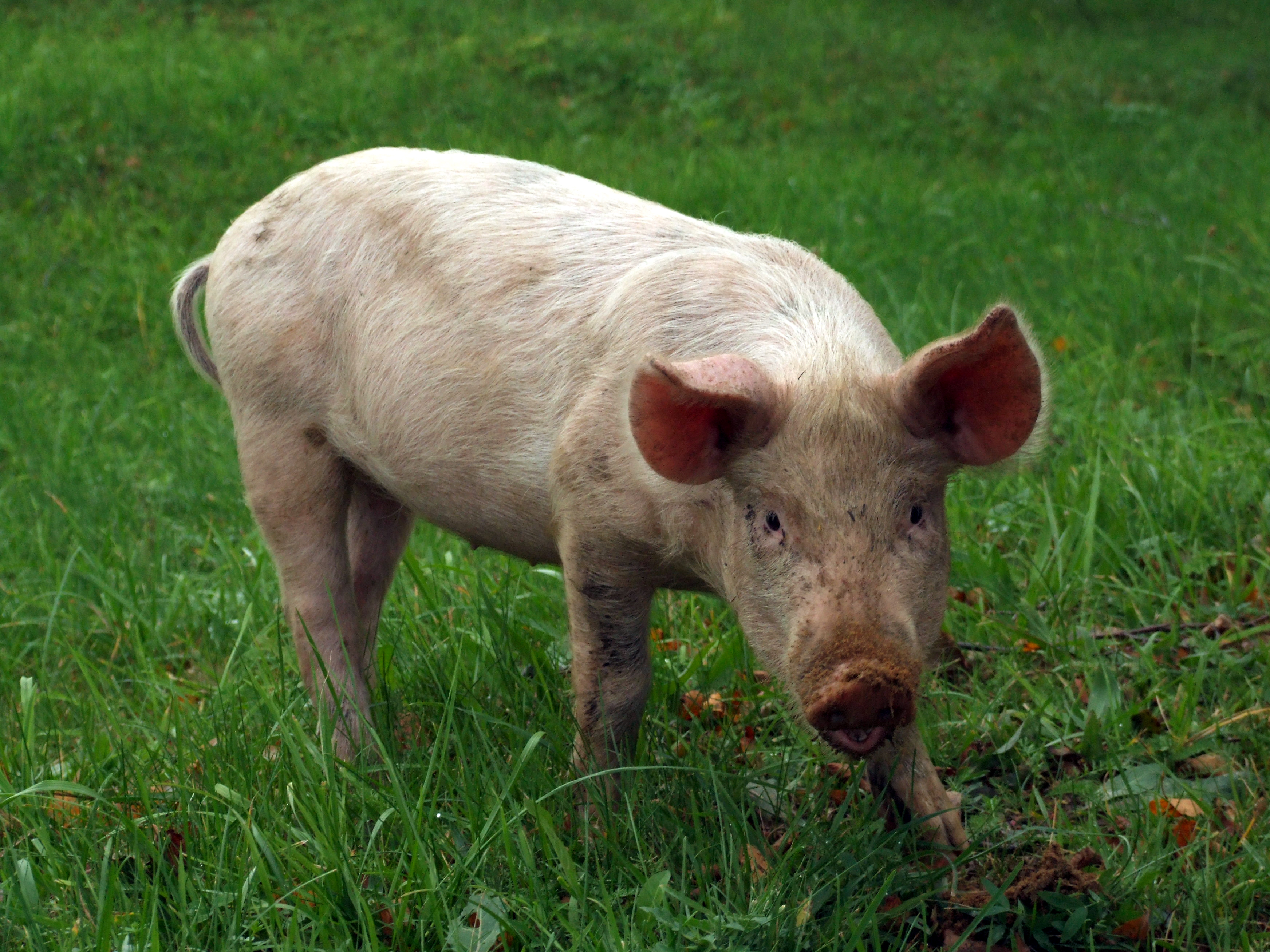
Lettisches Weißschwein

Das Lettische Weißschwein (Lettisch: Latvijas baltā) ist eine Schweinerasse aus Lettland.

## Zuchtgeschichte
Die Rasse entstand, indem einheimische lettische Schweine mit Large White und teilweise Deutschen Edelschweinen gekreuzt wurden.
1967 wurde das Lettische Weißschwein offiziell als Mehrnutzungsrasse anerkannt.

## Charakteristika
- in Farbe, Aussehen und Typ wie das Large White
- Gewicht Sauen 251 kg, Eber 321 kg
- Zeit bis 100 kg: 192 Tage

Es existieren 9 Hauptlinien und 16 Familien. Die Rasse dient als Mutterrasse.

## Vorkommen
Hauptzuchtzentren befinden sich in den Rajons Riga, Dobele, Jēkabpils, Liepāja und Aizkraukle in Lettland. Das Lettische Weißschwein macht 95,8 % der lettischen Schweinepopulation aus und belief sich 1980 auf 279.000 reinrassige Tiere.

## Quelle
- https://www.fao.org/3/ah759e/AH759E10.htm